# 奥山朝利
奥山 朝利（おくやま ともとし）は、戦国時代の武将。遠江国引佐郡井伊谷の人。井伊家分家の実力者。名は親秀とも。

## 人物
遠江国引佐郡井伊谷を治める井伊氏の親類衆。因幡守。娘の多くは井伊家・井伊家家臣に嫁ぎ、井伊直政の外祖父でもある。桶狭間の戦いのあった永禄3年（1560年）末、あるいは永禄5年（1562年）の年末に、小野道好に暗殺された。

## 登場する作品
- おんな城主 直虎（2017年、NHK大河ドラマ、演：でんでん）